# Karlshorst
Karlshorst è un quartiere (Ortsteil) di Berlino, appartenente al distretto (Bezirk) di Lichtenberg.

## Geografia
Karlshorst si trova nella zona orientale della città. Procedendo da nord in senso orario, confina con i quartieri di Friedrichsfelde, Biesdorf, Köpenick, Oberschöneweide e Rummelsburg.

## Monumenti e luoghi d'interesse
Nel quartiere ha sede il Museo tedesco-russo Berlino Karlshorst, luogo dove fu firmata la capitolazione tedesca l'8 maggio 1945, che segnò la fine della seconda guerra mondiale in Europa e che fu dal 1945 al 1967 sede del Comando sovietico a Berlino.
Inoltre, fino al 1975, il quartiere ospitava l'Ambasciata della Corea del Nord a Berlino, prima in Gundelfinger Straße 38 e dal '58 a Dorotheastraße 4. La sede è in seguito stata spostata nel quartiere Mitte.